# 호시료칸

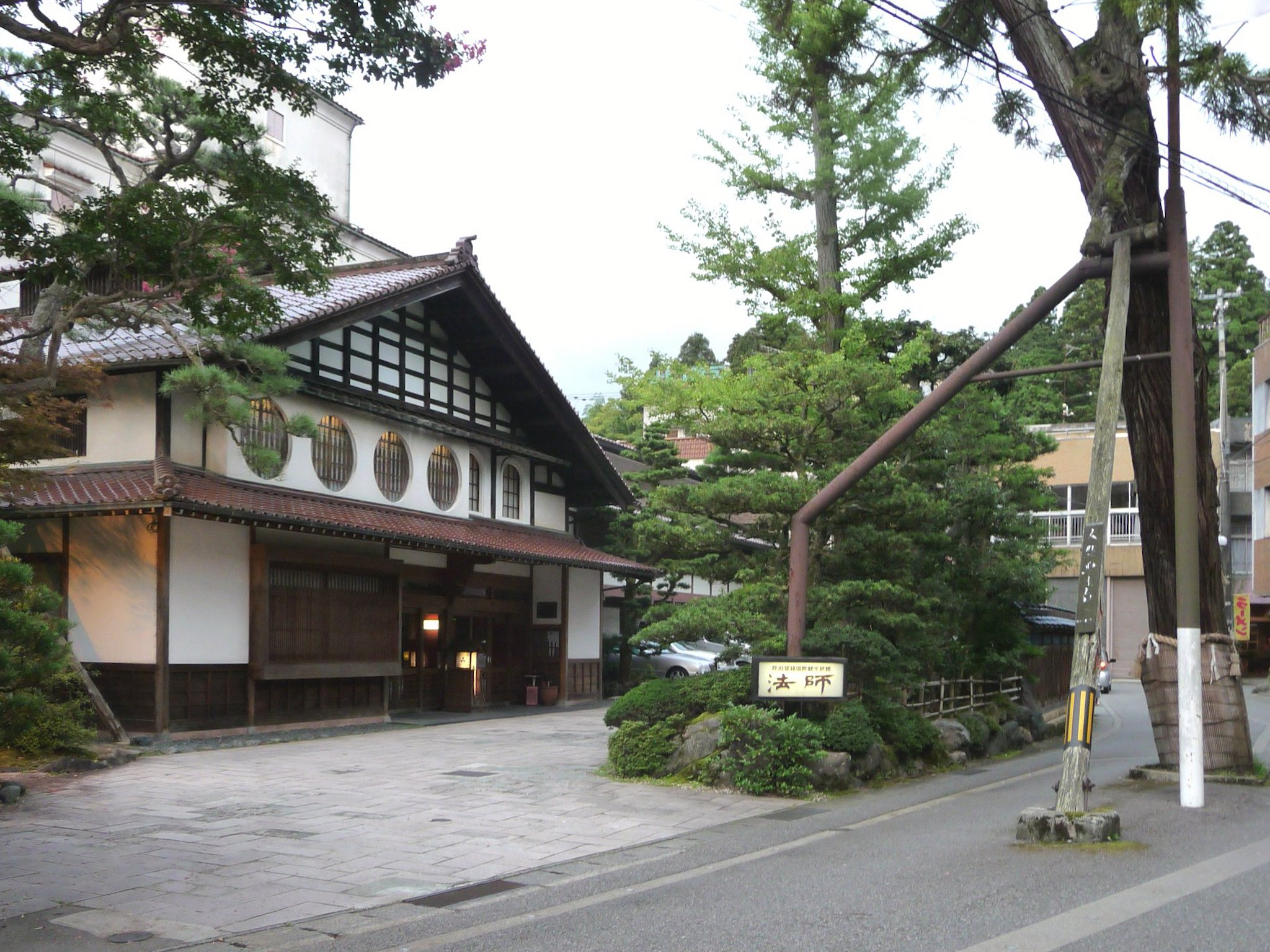
호시료칸

호시료칸(일본어: 法師旅館)은 일본 이시카와현 고마쓰시에 위치한 호텔이다.
이와즈 온천에 가깝고 현대식 철근콘크리트 건물에 오직 전통 목조 양식을 간직하고 있으며 청장 들보도 재건축이 이뤄진 불교색이 갇한 로비에 들어서자 작은 연못과 언덕, 고목이 풍경을 한눈에 볼 수 있지만 객실은 모두 82개로, 450명을 수용할 수 있다.
718년 나라 시대 때 불교 승려 타이초오 대사가 옛 도읍 나라 인근의 백산(하쿠산)에서 수행을 하던 중 인근 마을에 병을 치유할 수 있는 온천이 있다는 하늘의 계시를 받고 제자인 사사키리 젠고로를 시켜서 만든 온천장 있었으며 17세기 최고 건축가인 코보리 엔슈우의 정원 설계와 역대 일본 천황을 비롯된 1981년 노벨화학상 수상자인 후쿠이 겐이치 등의 방문 등으로 유명세를 탔었고 1980년대 후반 들어서 건축기존법이 강화되어 행정 당국이 지진과 화재를 목조 건물을 철근 콘크리트 건물로 교체했다.